# Куевас-дель-Кампо
Куевас-дель-Кампо (ісп. Cuevas del Campo) — муніципалітет в Іспанії, у складі автономної спільноти Андалусія, у провінції Гранада. Населення — 2054 особи (2010).
Муніципалітет розташований на відстані близько 320 км на південь від Мадрида, 85 км на північний схід від Гранади.

## Демографія
Динаміка населення (INE ):

## Галерея зображень

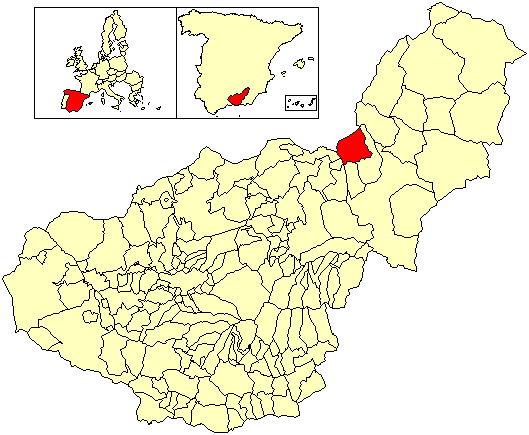
Розташування муніципалітету у провінції Гранада